# ليونارد داي
ليونارد داي (24 ديسمبر 1859 في المملكة المتحدة - 25 أبريل 1943 في المملكة المتحدة) (بالإنجليزية: Leonard Day)‏ هو لاعب كريكت بريطاني (وحمل سابقاً جنسية المملكة المتحدة لبريطانيا العظمى وأيرلندا). لعب مع نادي مقاطعة غلوستر للكريكت ‏.

## وصلات خارجية
- ليونارد داي على موقع إي آس بي آن كريك إنفو (الإنجليزية)